# Shelta
El shelta es el idioma tradicional de los nómadas irlandeses. Lo hablan unas 85 000 personas en Irlanda, Reino Unido y Estados Unidos, de las que entre 6000 y 25 000 viven en Irlanda. 
La mayor parte del vocabulario se basa en el idioma irlandés, con muchas palabras invertidas de estilo un tanto informal como el dialecto francés denominado verlan.
El idioma tiene su origen en versiones antiguas del irlandés, por lo que originalmente deriva del dialecto goidélico proveniente de la familia del idioma celta.
Lo hablan exclusivamente los nómadas irlandeses y sus descendientes. Los lingüistas, que lo han estudiado desde la década de 1870, mantienen que el shelta existe desde hace varios siglos, pero no se ponen de acuerdo sobre su origen. Kuno Meyer, experto en lenguas celtas, y John Sampson, experto románico, sostienen que la lengua ya existía antes del siglo XIII. Otras fuentes afirman que el idioma se originó en el siglo XVII entre los campesinos irlandeses que perdieron sus tierras y se vieron abocados a una vida itinerante tras el asentamiento en Irlanda de colonos ingleses y escoceses en tiempos de Oliver Cromwell.

### En inglés
- Rosetta Project listing (enlace roto disponible en Internet Archive; véase el historial, la primera versión y la última).
- Ethnologue listing for Shelta
- Shelta lexicon and pronunciation guide
- Online copy of the Shelta lexicon from Macalister's The Secret Languages of Ireland

- Datos: Q36705